# Kale borroka

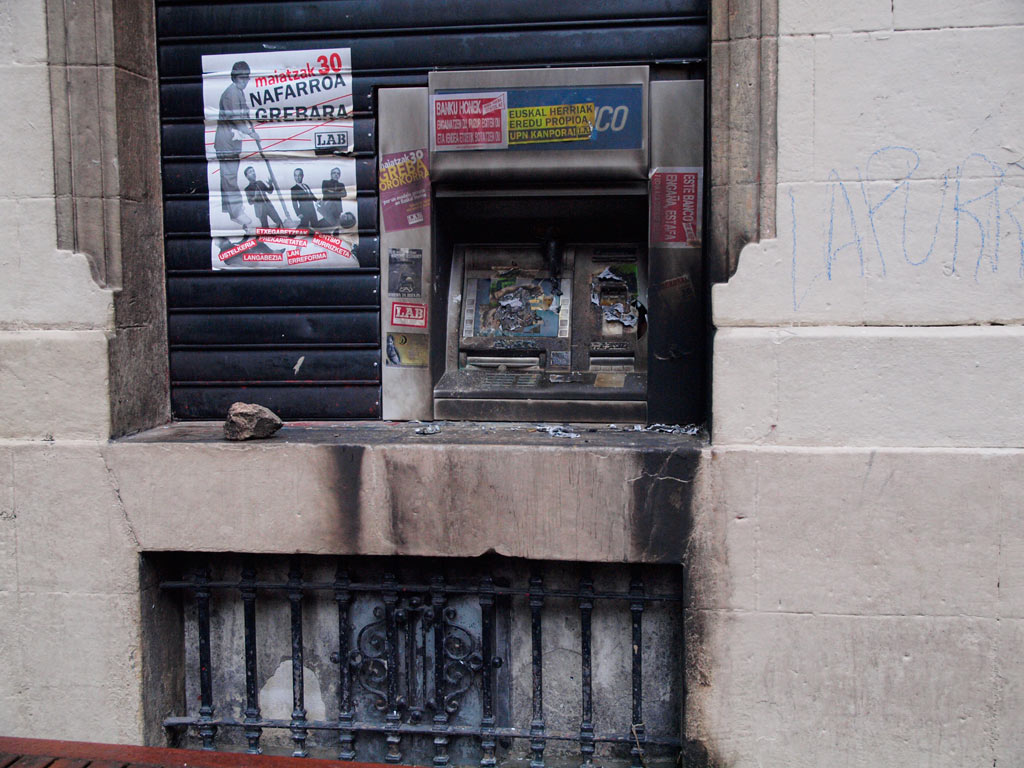
Un distributeur de billets incendié en 2013

Kale borroka (« lutte de rue » en basque) est une expression qui désigne des actes de violence urbaine pratiqués par des militants et sympathisants de la gauche abertzale depuis le début des années 1990 au Pays basque. Elle recouvre des dégradations de mobilier urbain, des destructions de symboles de l'État espagnol ou du capitalisme, ainsi que des affrontements avec la police.
Les forces de sécurité espagnoles qualifient cette forme de guérilla urbaine de « terrorisme de basse intensité » et d'antichambre d'ETA. Dans cette optique, ses auteurs sont fréquemment jugés par l'Audience nationale, juridiction habilitée à juger les actes de terrorisme. Carolijn Terwindt souligne ainsi que les auteurs d'actes regroupés sous cette expression ont fait l'objet d'une répression qui s'est accrue au fil des années, s'accentuant notamment après le vote d'une loi en 2000 qualifiant de terroristes les dégradations matérielles ayant pour objectif de subvertir la constitution ou l'ordre public, y compris si l'appartenance de l'accusé à une organisation terroriste n'est pas prouvée.
Les formations de la gauche abertzale ont fréquemment nié qu'existaient des groupes organisés chargés de développer cette stratégie de lutte, clamant que celle-ci est le fruit de protestations spontanées d'une partie de la jeunesse basque.

## Naissance et évolution du phénomène

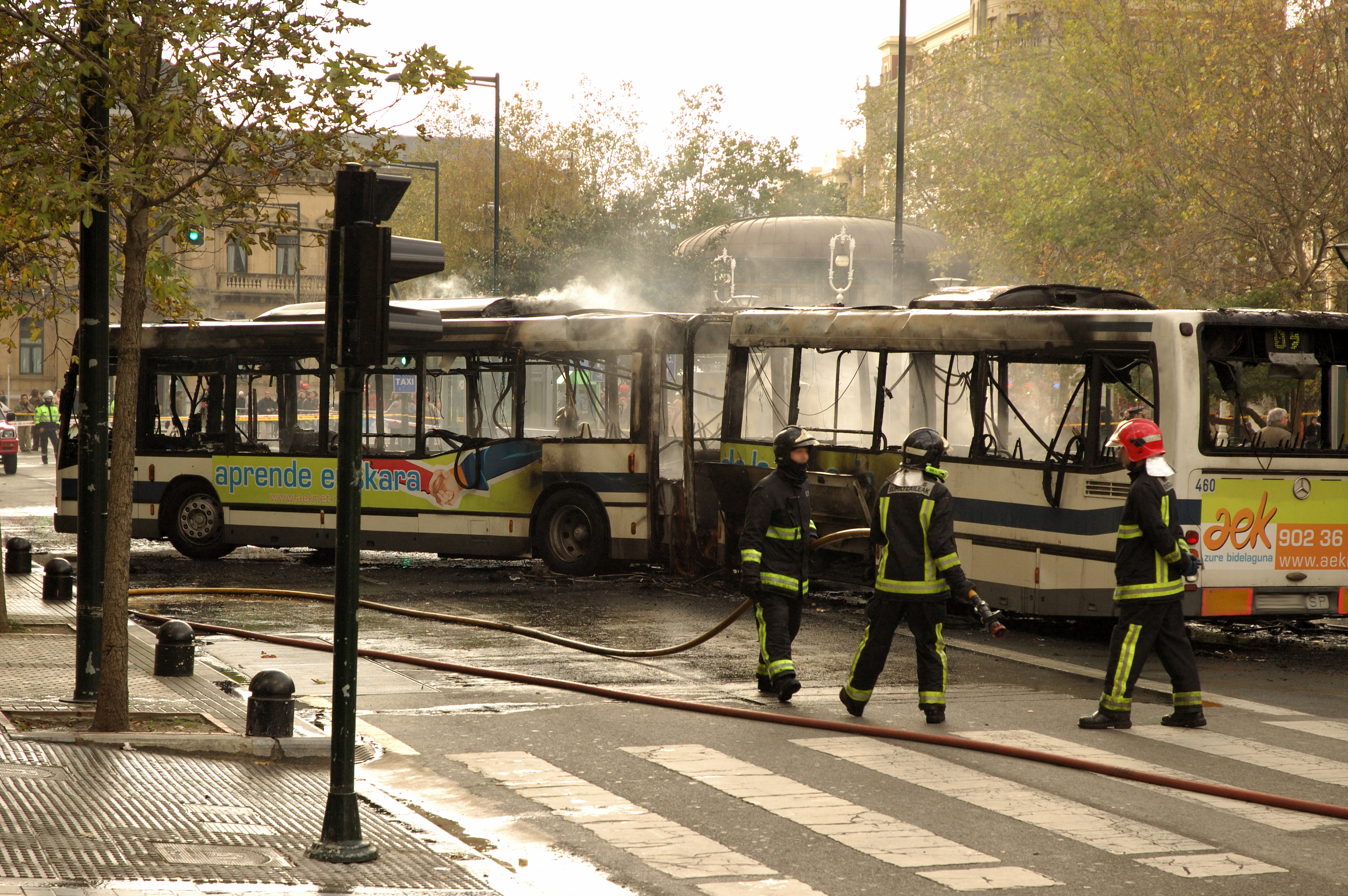
Autobus incendiés à Saint-Sébastien en 2005

Les actions regroupées sous le terme de kale borroka sont variées mais s'en prennent à des cibles bien identifiées : dégradation de façades de permanences de partis politiques (PP, PSOE et PNB) et de bâtiments publics (services postaux ou de transports publics), incendie de distributeurs de billets de banque, de véhicules et de poubelles. Le phénomène s'est accru à partir du début des années 1990, passant d'environ 300 à plus d'un millier en 1996, avant de se stabiliser jusqu'au milieu des années 2000 puis de décroître.
Les violences sporadiques et les affrontements avec les forces de l’ordre en marge de manifestations du mouvement abertzale sont cependant courantes dès les années 1970, exprimant notamment des réponses immédiates à l'annonce d'arrestations ou de la mort de militants,,. Elles n'ont commencé à être systématiquement regroupées sous l'expression kale borroka qu'à partir du début des années 1990.

## Analyses politiques et sociologiques
La kale borroka est couramment interprétée comme une stratégie de tension destinée à servir les objectifs d'ETA en entretenant une forte pression sur les autorités basques et espagnoles et plus largement un climat de polarisation politique extrême. Elle permettrait en outre de former de jeunes militants à l'usage de la violence et à la clandestinité, et ainsi de reconstituer un vivier de recrutement pour une organisation affaiblie par les arrestations,. Plusieurs dirigeants d'ETA, dont notamment Mikel Garikoitz Aspiazu Rubina, dit Txeroki, ont ainsi participé à des actes de kale borroka avant d'intégrer l'organisation.
L'augmentation du nombre d'actes de violences urbaines à partir de 1992 a ainsi été interprétée comme une réorientation stratégique forcée d'ETA à la suite de l'arrestation de plusieurs membres de sa direction et de commandos au début de la même année. Un lien avec les groupes "Y" d'ETA organisés à l'initiative d'Álvarez Santacristina, dit Txelis, chargés notamment de lutter contre le projet d'autoroute de Leizaran entre Guipuscoa et Navarre en 1992, a par exemple été souligné. Un pilotage des actions par les partis Herri Batasuna puis Batasuna ou l'organisation de jeunesse Jarrai (es) a également parfois été avancé.
Luis de la Calle Robles dégage en ce sens une évolution croisée entre la diminution du nombre d'assassinats menés par ETA et l'augmentation des actes de kale borroka durant les années 1990, ses cibles variant en fonction de l'évolution des relations de la gauche abertzale avec les autres forces politiques. Plusieurs chercheurs et ouvrages ont en effet souligné la nécessité pour l'organisation, affaiblie militairement et de plus en plus contestée par le mouvement civil pour la paix, d'appuyer les efforts de la gauche abertzale pour construire un processus de paix avec l'aide des nationalistes modérés,. L'intensité des violences et les cibles de la kale borroka ont ainsi pu varier en fonction de ces discussions (la police basque, Ertzaintza, étant par exemple ciblée à partir de la fin des années 1990 alors qu'elle ne l'était pas jusque là), mais leur récurrence permettait de maintenir une présence visible et menaçante dans l'espace public. Leur nombre a ainsi par exemple augmenté en 2006 alors que les pourparlers entre l’État espagnol et ETA s'enlisaient.
Les décisions de justice dans des affaires liées à la kale borroka mentionnent fréquemment l'orchestration supposée de cette stratégie par ETA, impliquant des peines de prison plus lourdes et l'application du principe de placement des prisonniers dans des établissements pénitentiaires plus lointains. Carolijn Terwindt souligne en ce sens que les verdicts de l'Audience Nationale ont contribué à façonner le traitement médiatique et politique des épisodes de violences urbaines au Pays basque en les associant systématiquement à du terrorisme. La répression d'actes qualifiés de kale borroka a ainsi été délibérément intégrée à une stratégie d'extension de l'application des lois antiterroristes contre des actes délictueux relevant jusqu'alors du droit commun,. Une cour spécialement dédiée aux actes terroristes commis par des mineurs a ainsi été créée en 2000, supprimant la peine maximale de cinq ans appliquée jusque là pour les personnes de moins de dix-huit ans.
La première affaire à propos d’actes relevant de la kale borroka confiée à l’Audience Nationale a lieu en 1992 : deux frères sont reconnus coupables d’avoir lancé un cocktail Molotov dans une agence de la Renfe à Bilbao et condamnés à dix ans de prison ferme malgré l’absence de preuve sur leur appartenance supposée à ETA, leur acte ayant été jugé comme « soutenant les objectifs d’ETA ».
D'autres analyses ont insisté sur le fait que la kale borroka était avant tout destinée à renforcer la cohésion et la conviction des militants abertzale eux-mêmes autour d'actions spectaculaires et accessibles à tous. Dans cette optique, le phénomène s'auto-alimenterait en dénonçant la répression dont il fait l'objet, justifiant de nouvelles actions à l'encontre des adversaires du mouvement abertzale.
Des analyses sociologiques du phénomène se sont montrées plus nuancées puisqu'elles s'inscrivent en faux contre un lien organique et systématique entre ETA et la kale borroka. Caroline Guibet-Lafaye indique ainsi que "les liens entre les deux entités continuent de faire l’objet de discussions, en particulier d’enjeux politiques où la part de l’information validée et celle d’hypothèses à charge non vérifiables demeurent difficiles à dénouer. Il est loin d’être acquis ni scientifiquement établi que la kale borroka agisse au nom d’ETA". Elle rejoint les conclusions des travaux de Jérôme Ferret, qui souligne que le traitement médiatique et politique des acteurs de la kale borroka, qui "oscille entre une définition criminelle de droit commun et une définition politique faisant de ces violences l’espace d’un proto terrorisme où le sujet est rendu invisible", a oblitéré la complexité d'un phénomène aux motivations pouvant être variées.